# Marian Moreno Llaneza
Maria Antonia Moreno Llaneza, más conocida como Marian Moreno Llaneza (León, 5 de junio de 1964) es una profesora y escritora española experta en formación de profesorado en coeducación.

## Trayectoria
Nacida en León y licenciada en Filología Española por la Universidad de Oviedo Moreno Llaneza ejerció su labor como Asesora Técnica Docente inicialmente en el Centro de Profesorado de Avilés de 2002 a 2007. En el curso 2007-2008 fue Asesora en el Servicio de Evaluación, Calidad y ordenación Académica de la Consejería de Educación del Principado de Asturias además de profesora de Lengua Castellana y Literatura en el IES de Corvera de Asturias.
En el curso 2012-2013 fue Asesora Técnica Docente en el CPR de Avilés-Occidente.
Actualmente es profesora de Lengua Castellana y Literatura en el IES Emilio Alarcos de Gijón y continúa su labor dentro de la formación de profesorado en coeducación. Es autora del blog 'Marian Moreno. Coeducación'.
En 2014 creó un Claustro virtual de Coeducación en Facebook que ha ido creciendo hasta aglutinar a más de 10000 personas interesadas en compartir estrategias para fomentar la igualdad en los ámbitos educativos. Para octubre de 2018 da el salto del mundo virtual al presencial y coorganiza el I Congreso Internacional de Coeducación y Género con Yolanda García Fernández  en el Auditorio Padre Soler de la Universidad Carlos III de Madrid. Después de este congreso cofunda la asociación CLAVICO con Yolanda García Fernández, cuyo objetivo es dar un marco de referencia a las personas de habla hispana interesadas en coeducación mediante la organización de encuentros, publicaciones, recursos, enlaces de interés, etc. CLAVICO ya ha celebrado tres Congresos de Coeducación, los correspondientes a los años 2018, 2019 y 2020.
El curso académico 2019-2020 realiza tareas sindicales en el sindicato asturiano SUATEA, perteneciente a la Confederación de STEs-i y a la Confederación Intersindical, donde también es responsable de la Secretaría de la Muyer de dicha organización.
En septiembre de 2020 es requerida por el Instituto Asturiano de la Mujer, que dirige Nuria Varela Menéndez, como técnica de coeducación, para desarrollar programas y formación sobre el tema.
Ha publicado varios libros y guías sobre igualdad y coeducación, entre ellos ‘De Marcelas y Dulcineas. Perspectiva de género en el Quijote’ (Instituto Asturiano de la Mujer, 2007) y ‘Breve diccionario coeducativo’ (Consejería de Educación del Principado, 2008).

## Publicaciones
- 2007 - De Marcelas y Dulcineas. Perspectiva de género en el Quijote, Instituto Asturiano de la Mujer.[7][9]
- 2007 - Coeducamos. Sensibilización y formación del profesorado, Consejería de Educación del Principado de Asturias.[10]
- 2008 - Breve diccionario coeducativo, Consejería de Educación del Principado de Asturias.[8]
- 2008 - Liderazgo e igualdad en educación,Consejería de Educación del Principado de Asturias.[11]
- 2013 - Queremos coeducar, Manual de Coeducación publicado por el CPR de Avilés-Occidente.[12][13]
- 2016 - Cambios Sociales y Género. Libro de texto de Anaya para ESO.[14]

## Premios
- 2013 - Mención honorífica de los Premios Irene del Ministerio de Educación por su programa lectivo 'El reto quincenal', en el que integra valores de igualdad entre hombres y mujeres.[15][16]
- 2018 - Premio ‘Chimenea en Popa’ del Orgullín de Cam de Ribera de San Esteban de Pravia.[17]
- 2019 - Premio Unesco de Educación de Niñas y Mujeres.[18]
- 2020 - Premio Rafaela Lozana, otorgado por la Federación Asturiana Memoria y República (Famyr).[19][20]